# علی‌اکبر شعاری‌نژاد
علی‌اکبر شعاری‌نژاد (۱۳۰۴ در تبریز – ۱۰ اسفند ۱۳۹۲ در تهران) روان‌شناس ایرانی بود.

## زندگی‌نامه
علی‌اکبر شعاری‌نژاد در سال ۱۳۳۴ فارغ‌التحصیل رشته فلسفه و علوم تربیتی از دانشسرای مقدماتی شد و از همان سال‌ها تدریس در دانش‌سرای مقدماتی و کالج تربیت معلم تبریز و نیز انتشار مجله معلم امروز را آغاز کرد که خودش سردبیر، صاحب امتیاز و مدیر مسئول مجله بود.
در سال ۱۳۴۴ به تهران آمد و به تدریس روانشناسی در مدرسه عالی پارس پرداخت و تحصیلات تکمیلی خود را در دانشگاه تهران سپری کرد و در سال ۱۳۴۷ فارغ‌التحصیل شد. شعاری نژاد سابقه مدیریت گروه روانشناسی تربیتی دانشگاه علامه طباطبائی و تدریس در دانشگاه‌های تهران را در کارنامه علمی خود دارد و از تحصیلات حوزوی نیز برخوردار است. او همچنین، استاد ممتاز دانشگاه تربیت معلم، استاد و پژوهشگر نمونه دانشگاه علامه طباطبایی و عضو شاخص هیئت علمی دانشکده پزشکی دانشگاه شهید بهشتی بوده‌است.
شعاری‌نژاد یکی از نخستین کتاب‌ها در زمینه ادبیات کودک را در آغاز دهه ۴۰ تألیف کرد و بیش از چهار دهه، هزاران دانشجو را در این زمینه آموزش داد. وی تاکنون ۴۳ کتاب با موضوعات روان‌شناسی رشد، روان‌شناسی یادگیری، اصول ادبیات کودکان و فلسفه آموزش و پرورش به چاپ رسانده‌است و ۳ کتاب دیگر در دست چاپ دارد.